# Dorcatoma dresdensis
Dorcatoma dresdensis là một loài bọ cánh cứng thuộc chi Dorcatoma trong họ Ptinidae.